# Jan Banaszewski
Jan Banaszewski (ur. 10 lipca 1894 w Górach Niskich koło Radomska, zm. wiosną 1940 w Katyniu) – kapitan administracji Wojska Polskiego, legionista, członek POW, uczestnik wojny polsko-bolszewickiej, żołnierz KOP, ofiara zbrodni katyńskiej.

## Życiorys
Syn Feliksa i Katarzyny z Lipowskich. W czasie I wojny światowej był żołnierzem I Brygady Legionów Polskich. Działał w Polskiej Organizacji Wojskowej. Uczestniczył w wojnie polsko-bolszewickiej. W okresie międzywojennym został awansowany na porucznika (16.09.1923) i pełnił służbę w Wojsku Polskim, będąc żołnierzem m.in. 21 pułku piechoty oraz 10 pułku piechoty. W latach 30. pełnił służbę w Korpusie Ochrony Pogranicza. W 1934 w Batalion KOP „Orany” był komendantem powiatowym pasa granicznego PW. Na stopień kapitana został mianowany ze starszeństwem z 19 marca 1937 i 53. lokatą w korpusie oficerów piechoty. Później został przeniesiony do korpusu oficerów administracyjnych, grupa administracyjna. W marcu 1939 pełnił służbę w Pułku Radiotelegraficznym w Warszawie na stanowisku pomocnika dowódcy 2 batalionu radiotelegraficznego do spraw gospodarczych.
W czasie kampanii wrześniowej w nieznanych okolicznościach dostał się do niewoli sowieckiej. Przebywał w obozie jenieckim w Kozielsku. Wiosną 1940 został zamordowany przez funkcjonariuszy NKWD w lesie katyńskim i tam pogrzebany w bezimiennej mogile zbiorowej, gdzie od 28 lipca 2000 mieści się oficjalnie Polski Cmentarz Wojenny w Katyniu. W miejscu tym prowadzone były ekshumacje i prace archeologiczne. W czasie ekshumacji przeprowadzonej przez Niemców w 1943, odnaleziono przy nim wizytówki, kartę na broń, fotografie i zegarek kieszonkowy, a zwłoki oznaczono numerem 1722. Figuruje na liście wywózkowej z 3 kwietnia 1940.

Jan Banaszewski był żonaty z Romualdą Szłapkówną, z którą miał córkę Wiktorię.
5 października 2007 minister obrony narodowej Aleksander Szczygło mianował go pośmiertnie na stopień majora. Awans został ogłoszony 9 listopada 2007 w Warszawie, w trakcie uroczystości „Katyń Pamiętamy – Uczcijmy Pamięć Bohaterów”.

## Ordery i odznaczenia
- Krzyż Niepodległości – 16 września 1931 „za pracę w dziele odzyskania niepodległości”[20]
- Krzyż Walecznych czterokrotnie[21][1]
- Srebrny Krzyż Zasługi[6]
- Krzyż Kampanii Wrześniowej - pośmiertnie o 1 stycznia 1986